# Chemical Reviews
Chemical Reviews (Chem. Rev.) – recenzowane czasopismo naukowe wydawane przez American Chemical Society. Publikuje obszerne artykuły przeglądowe dotyczące aktualnych zagadnień badawczych z każdej dziedziny chemii.
Według ISI w roku 2014 impact factor czasopisma wyniósł 46,568.
„Chemical Reviews” jest indeksowane przez: CAS, British Library, CABI, EBSCOhost, Proquest, PubMed, Scopus, SwetsWise oraz Web of Science.
Obecnie redaktorem naczelnym jest Josef Michl – profesor Uniwersytetu Colorado w Boulder.